# Breitungen/Werra
Breitungen/Werra – miejscowość i gmina w Niemczech, w kraju związkowym Turyngia, w powiecie Schmalkalden-Meiningen, nad rzeką Werra. Miasto ma historycznie trzy dzielnice (Altenbreitungen, Frauenbreitungen i Herrenbreitungen) i kilka przyłączonych przysiółków (Bußhof, Craimar, Farnbach, Grumbach, Knollbach, Neuhof, Winne).  
Przez miejscowość przebiega szlak rowerowy doliny Werry.
Gmina pełni funkcję „gminy realizującej” (niem. „erfüllende Gemeinde”) dla trzech gmin wiejskich: Fambach, Rosa oraz Roßdorf. Aktualnie (2016) burmistrzem gminy jest Ronny Römhild

## Historia
Pierwsza wzmianka o miejscowości pochodzi z X w., gdzie wymieniono miejscowość w dokumencie króla Henryka, a następnie w wieku XVI należała do rodu Henneberg i hrabiego Poppo XII, by następnie wejść w skład państwa Hesja-Kassel. Na byłym cmentarzu (obecnie plac zabaw) znajduje się pomnik upamiętniający mieszkańców miejscowości poległych na obu wojnach światowych. W czasie II wojny światowej w miejscowości było około 1740 jeńców i robotnicy przymusowi, którzy pracowali w miejscowych zakładach. Osoby tu zmarłe pochowane są na miejscowym nowym cmentarzu (około 2 km za miastem), gdzie znajduje się stary pomnik z gwiazdą z czasów byłej NRD upamiętniający w języku rosyjskim i niemieckim (napis ryty w kamieniu) rosyjskich robotników przymusowych tu zmarłych. Na pomniku jest jedna nowa tabliczka w języku polskim upamiętniająca zmarłą tu w roku 1945 Polkę Marię Lysenok (ur. 15.03.1899, zm. 3.03.1945), którą to tabliczkę ufundowali Rodacy mieszkający w Schmalkalden.

## Zabytki
Na terenie miejscowości znajdują się następujące zabytki: 
- Romańska bazylika wybudowana w XII wieku jako część klasztoru benedyktyńskiego. 8 września 1112 konsekrowana na kościół klasztorny. W 1552 klasztor zostaje rozwiązany, a w 1560 przekształcony w kościół ewangelicki. Bazylika ma 28 metrową wieżę, która jest wizytówką miasta.
- Renesansowy zamek zbudowany w poł. XVI w. wraz z zabudowaniami gospodarczymi, stawem i ogrodem klasztornym, gdzie odbywają się jarmarki średniowieczne. Obiekt w przeszłości był rezydencją, siedzibą różnych urzędów, więzieniem, obozem jenieckim, obozem przesiedleńczym i mieszkaniem komunalnym. Obecnie (2016) właścicielem zamku jest Martin Koenitz i zamek służy głównie do celów turystycznych[5][6].
- Barokowy kościół św. Michała zbudowany na wzgórzu zamkowym w XVIII w. w miejscu XII w. kaplicy. Bazylika służy obecnie głównie jako obiekt koncertowy i do organizacji wystaw[7].
- Kościół mariacki zbudowany na początku XVII w. z romańską podbudówką wieży z początku XIII w.
- Kapliczka zbudowana w XVIII w. na miejscu byłej XII w. pustelni. Obecnie klub młodzieżowy.
- Młyn wodny, który od 240 lat nadal jest czynny.

## Kultura
W miejscowości jest dom kultury, biblioteka, mała orkiestra dęta Blaskapelle der FFw, która w roku 2016 obchodzi swoje 50. lecie, chór męski Harmonie i świetlice młodzieżowe.

### Religia
W roku 2011,  43% mieszkańców deklarowało przynależność do kościoła protestanckiego, a 2% do kościoła katolickiego.

## Oświata
W miejscowości jest szkoła podstawowa dla klas I-IV (Grundschule) i klas V-X (Regelschule) wyposażone w boiska i halę sportową. Miejscowość organizuje tygodniową wymianę turystyczną młodzieży polsko-niemieckiej z miejscowością Cisek, gdzie młodzież (wraz z opiekunami) w sposób zorganizowany i atrakcyjny poznaje miasto i najbliższą okolicę, a zakwaterowana jest u osób prywatnych.

## Galeria

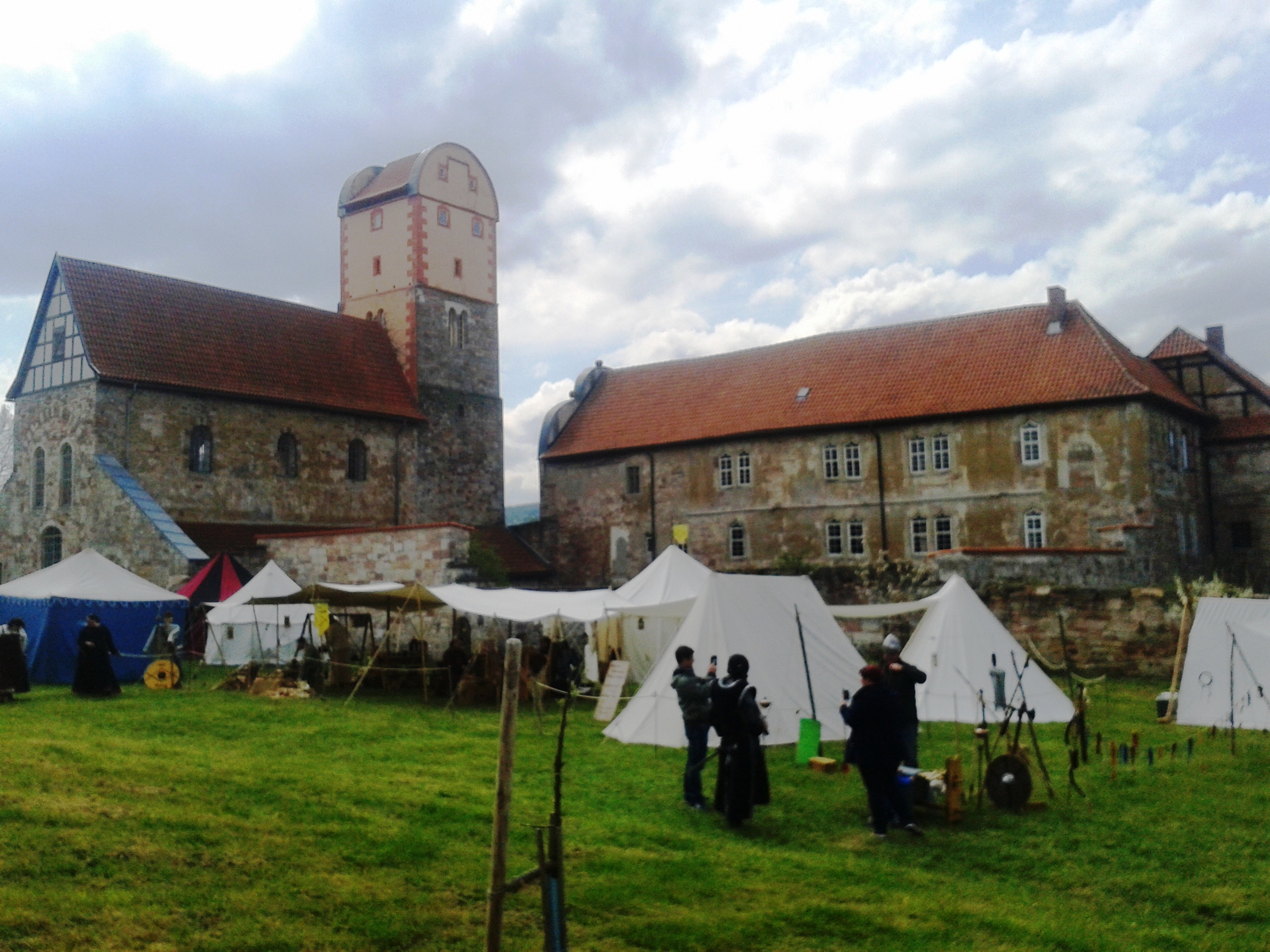
Katedra, zamek i jarmark średniowieczny w 2016
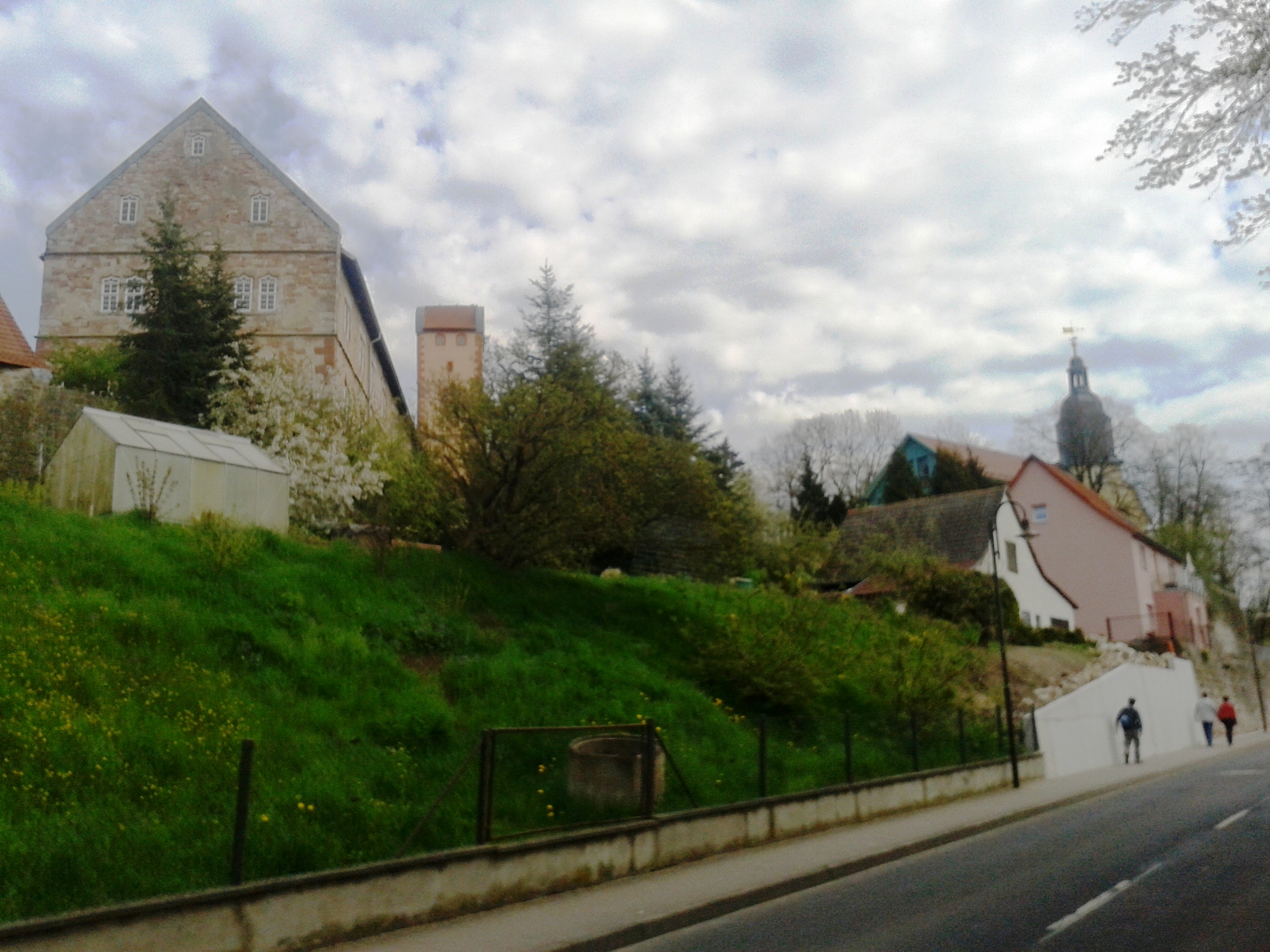
Katedra, zamek i kościół św. Michała
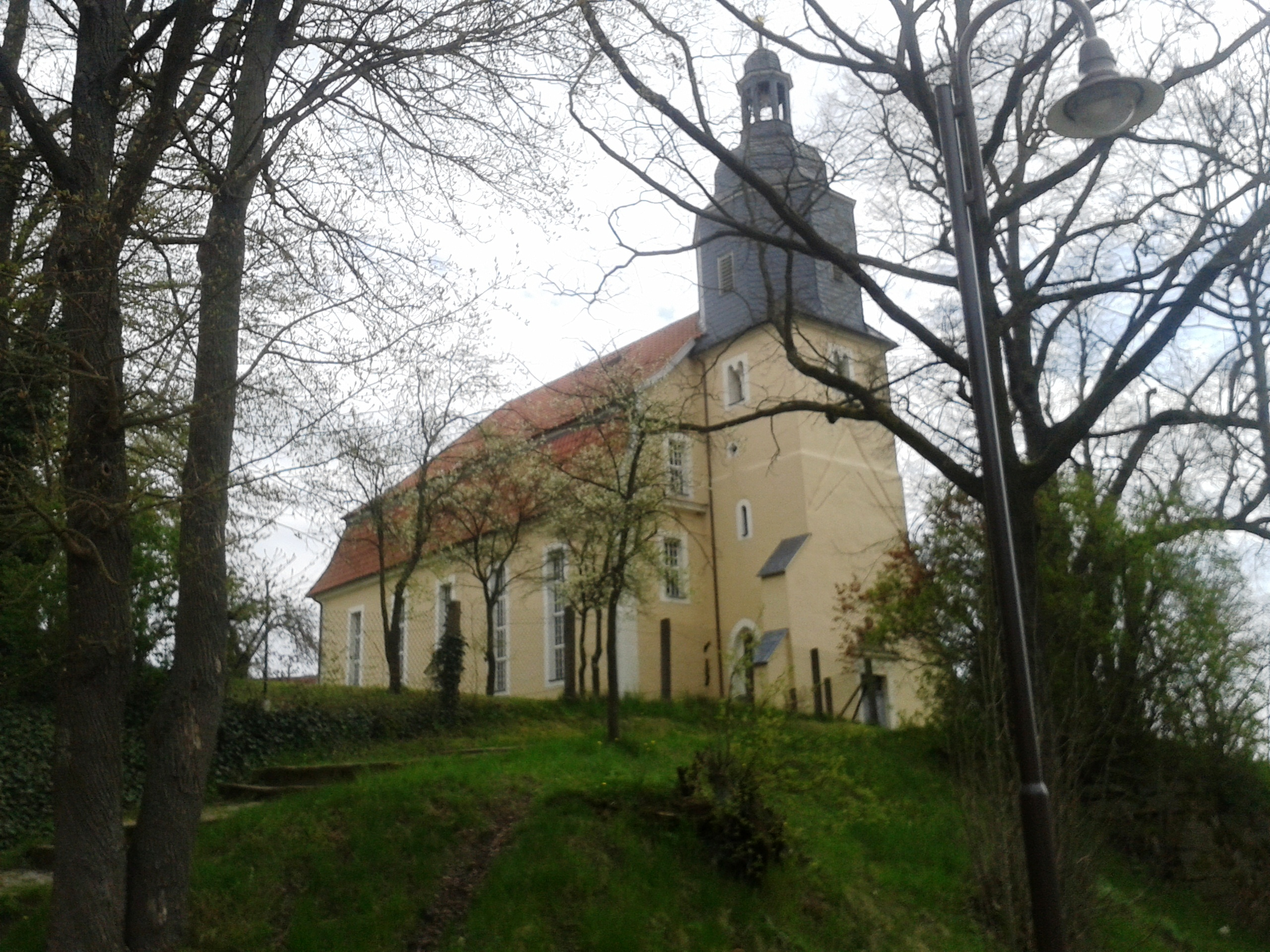
Kościół św. Michała
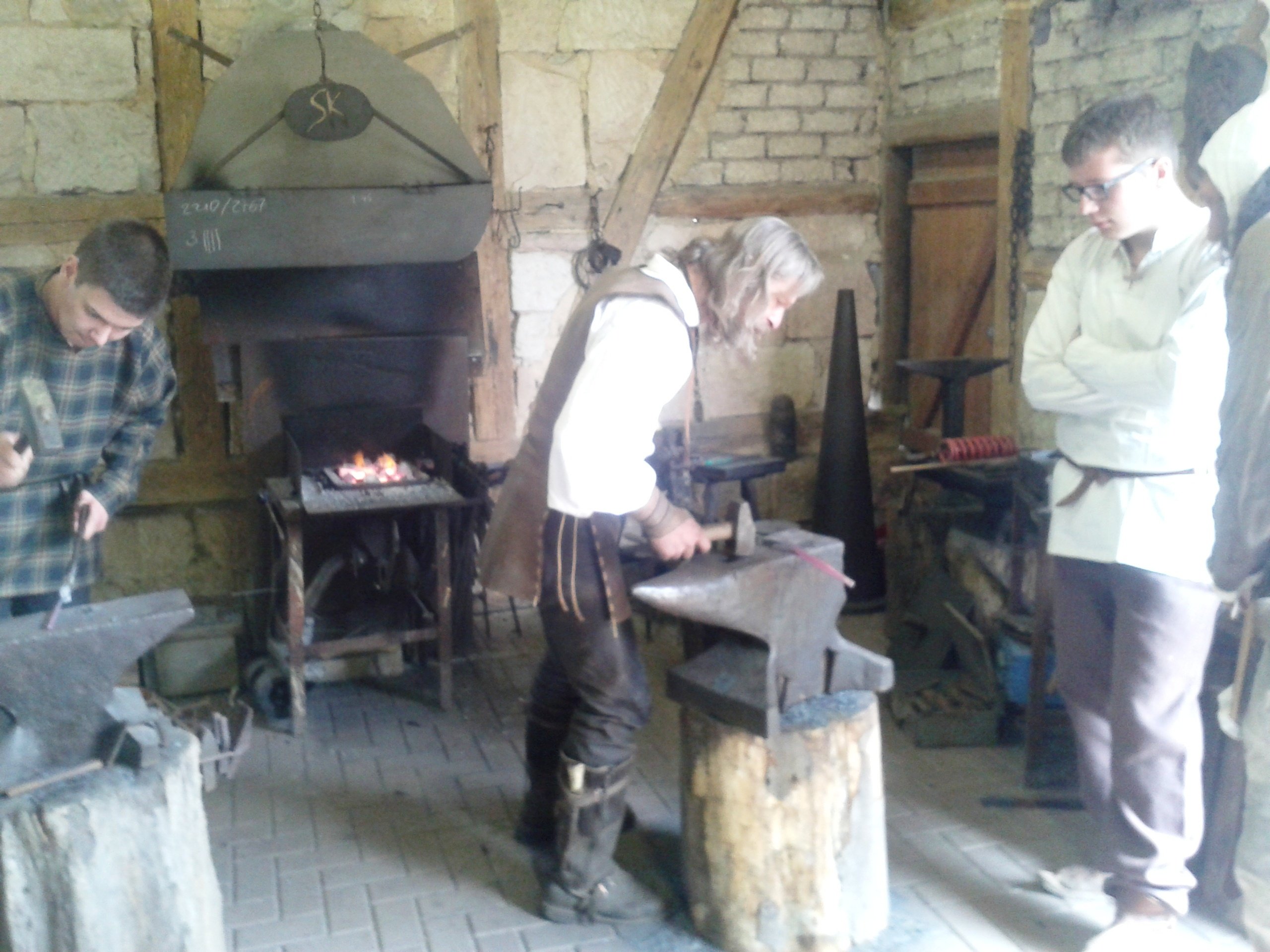
Kuźnia zamkowa
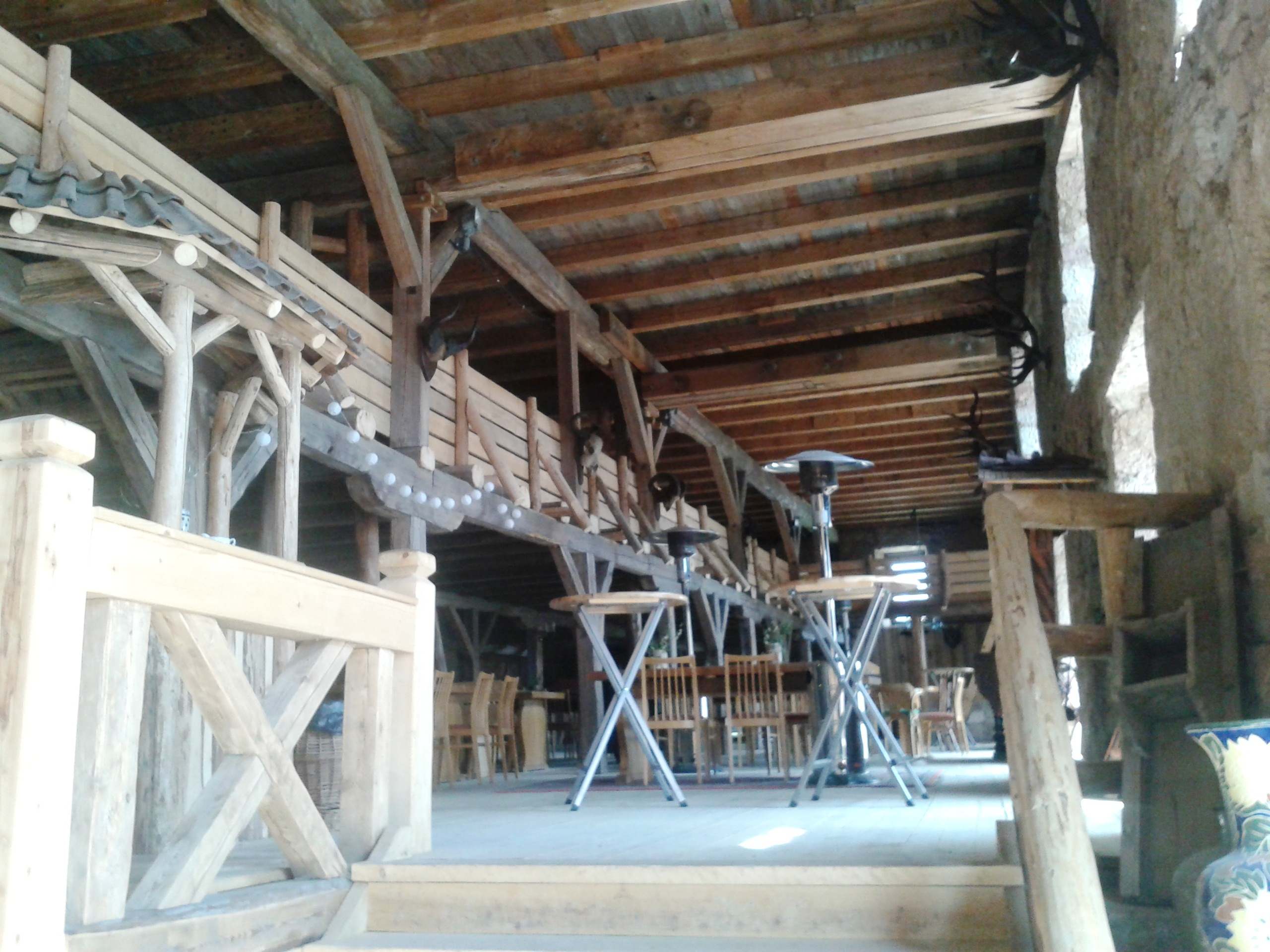
Zamkowe pomieszczenia gospodarcze
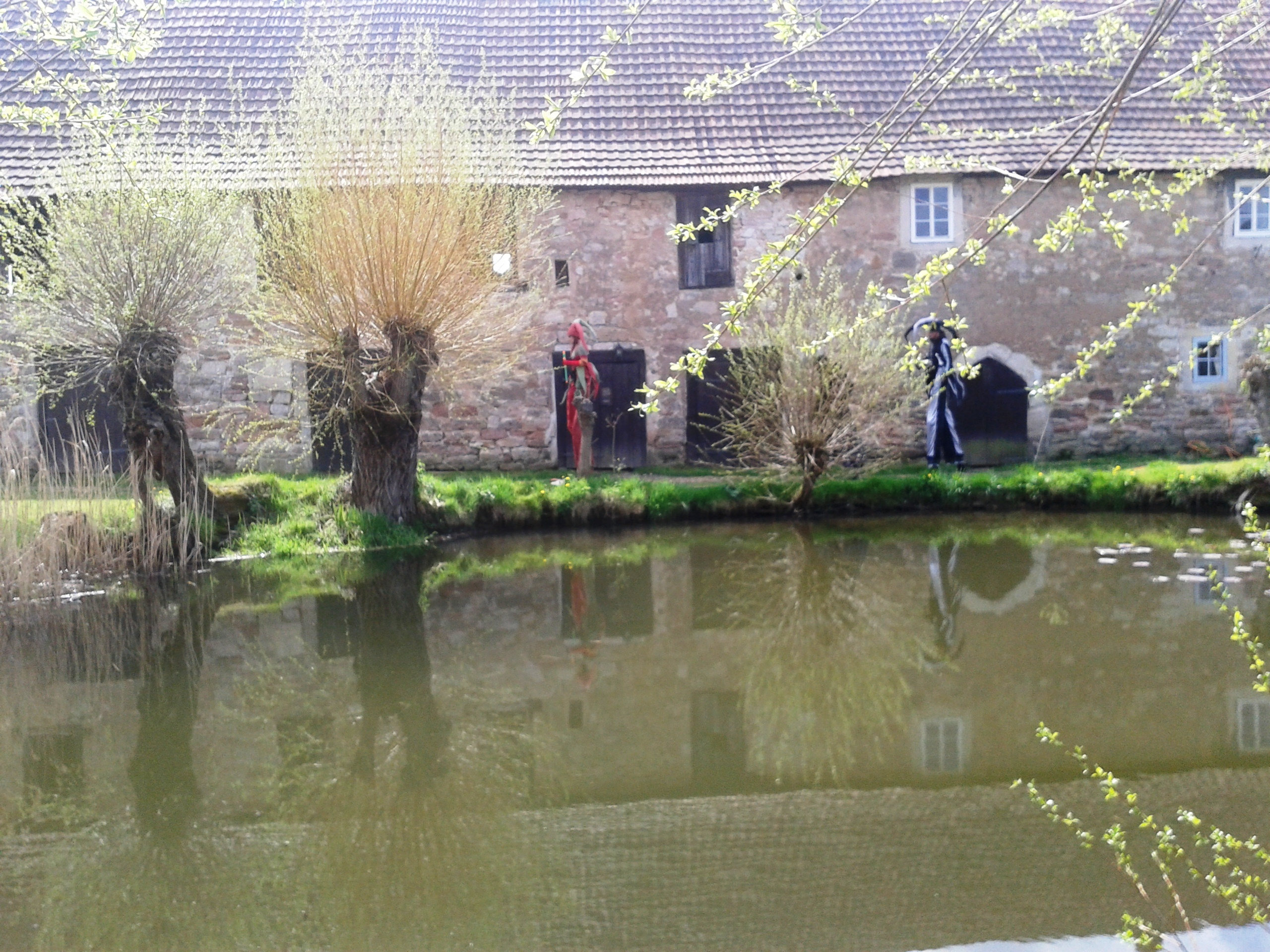
Staw klasztorny
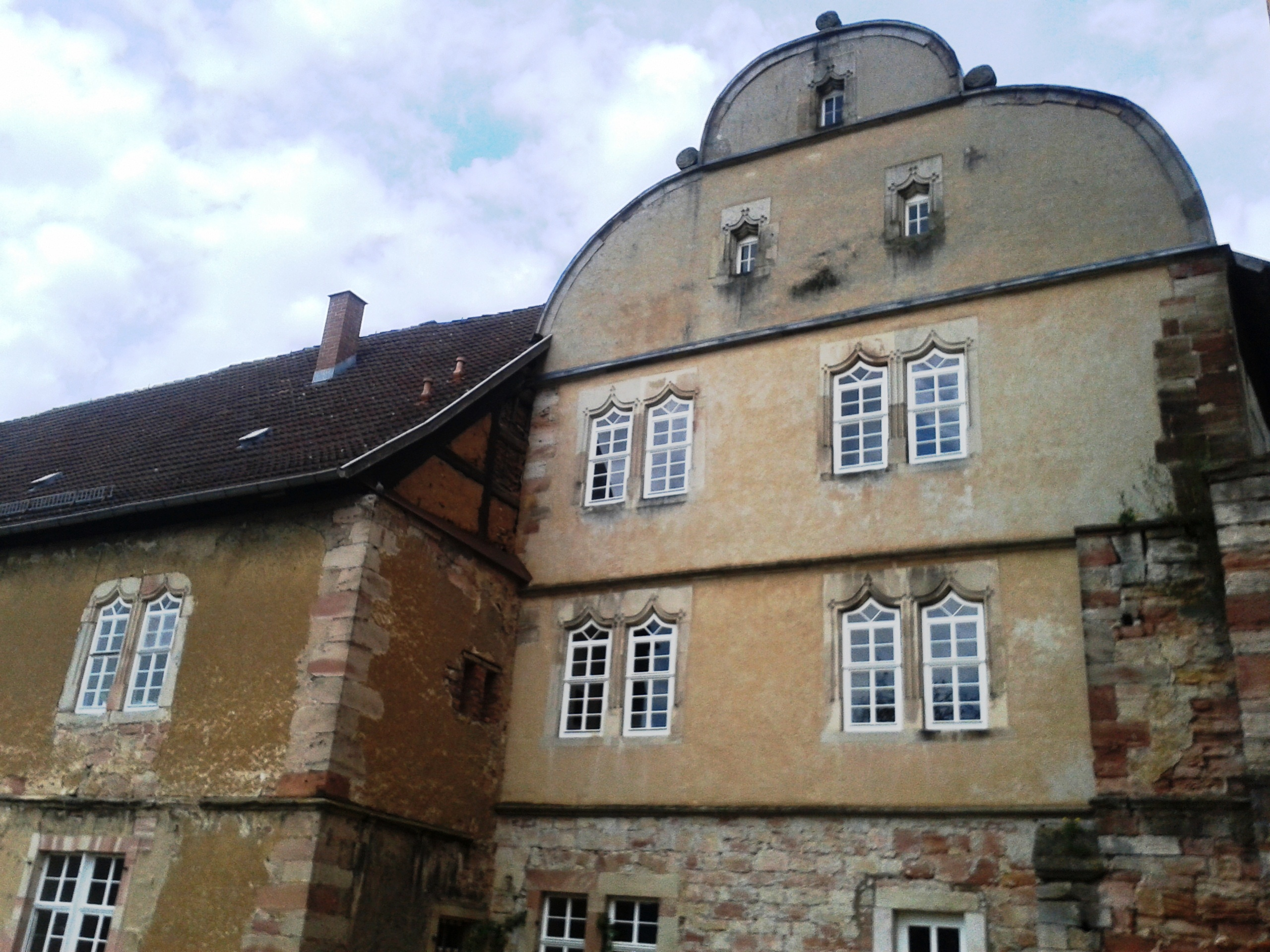
Zamek
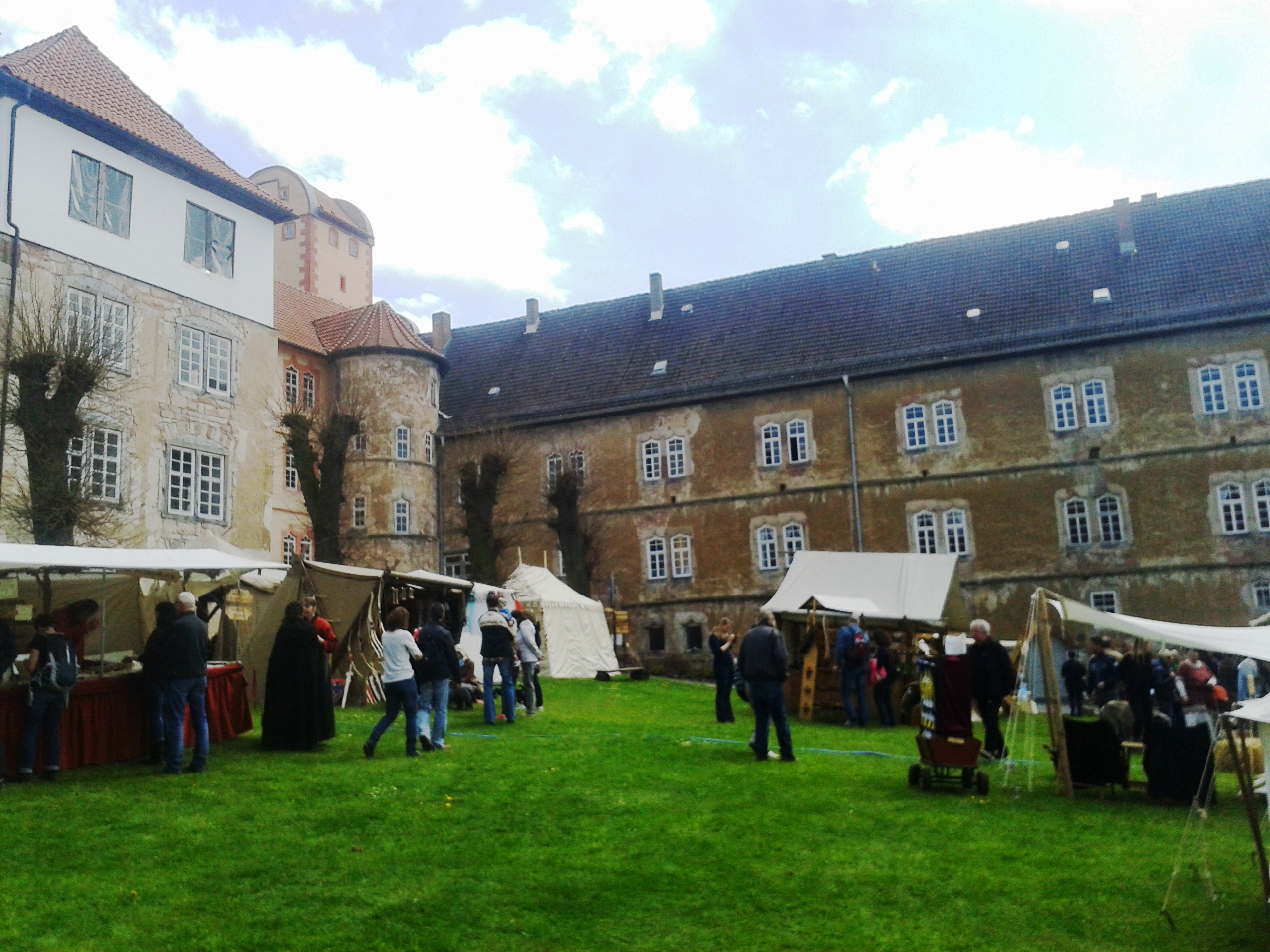
Jarmark średniowieczny 2016
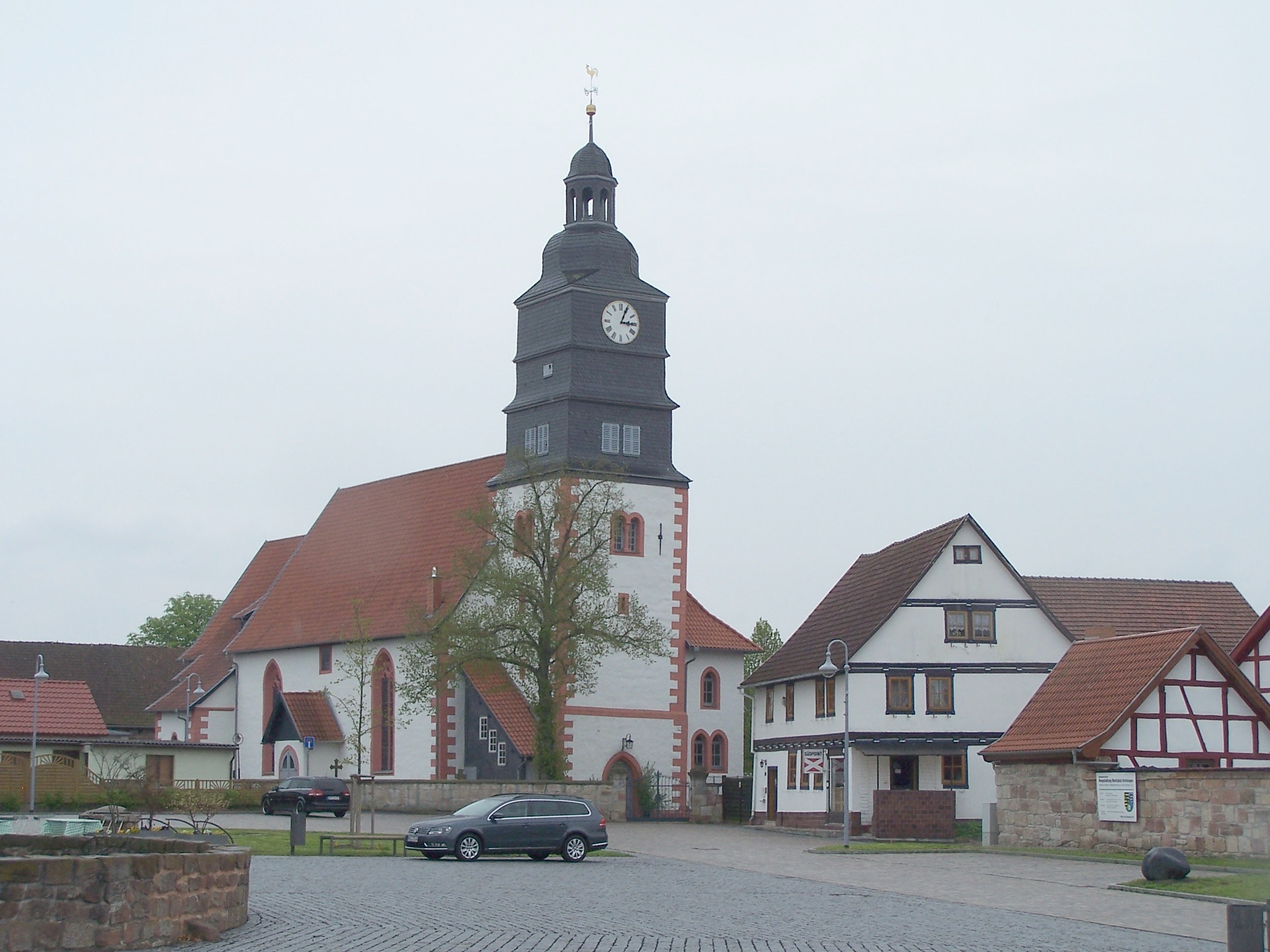
Kościół mariacki
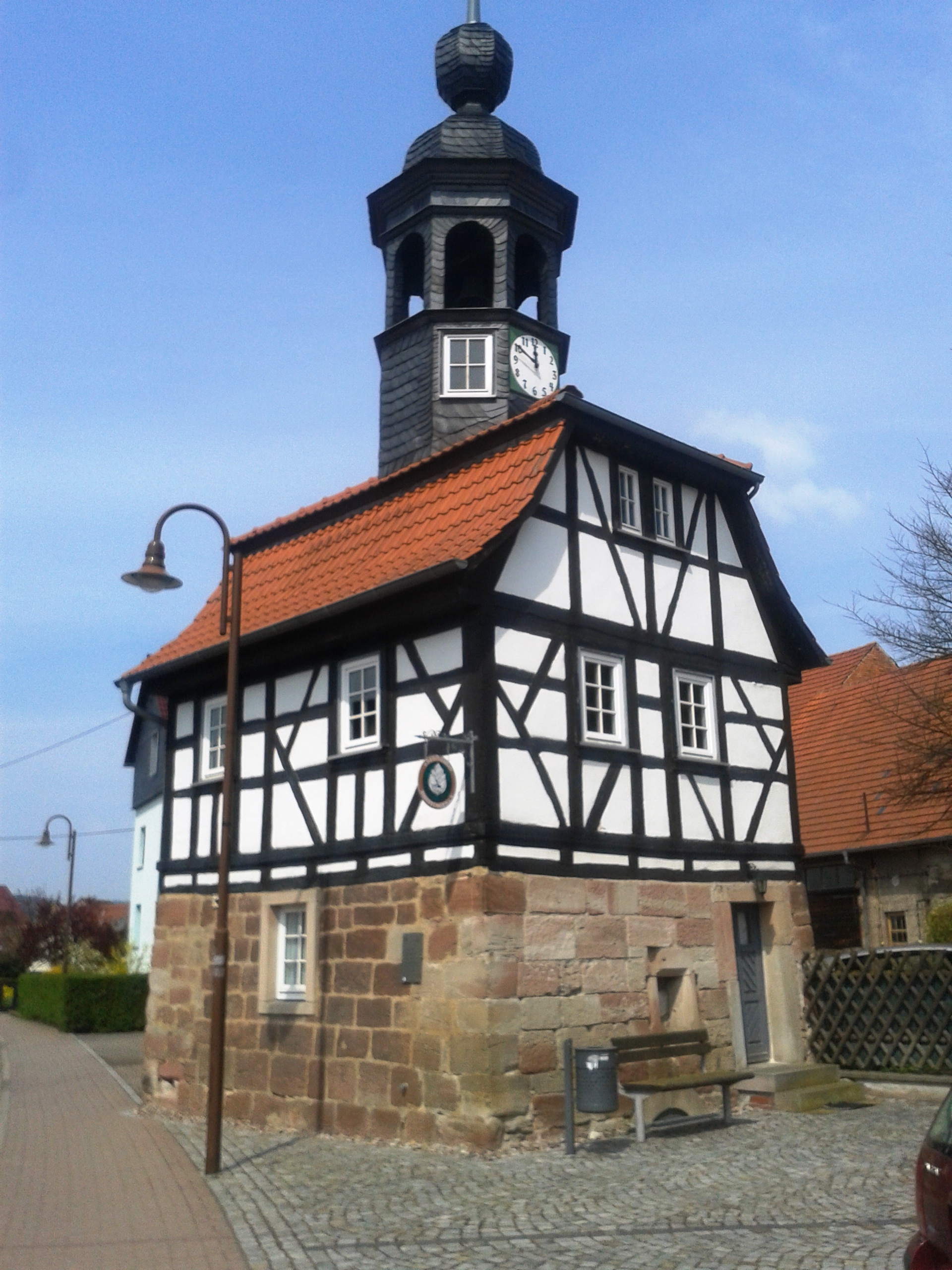
Kapliczka
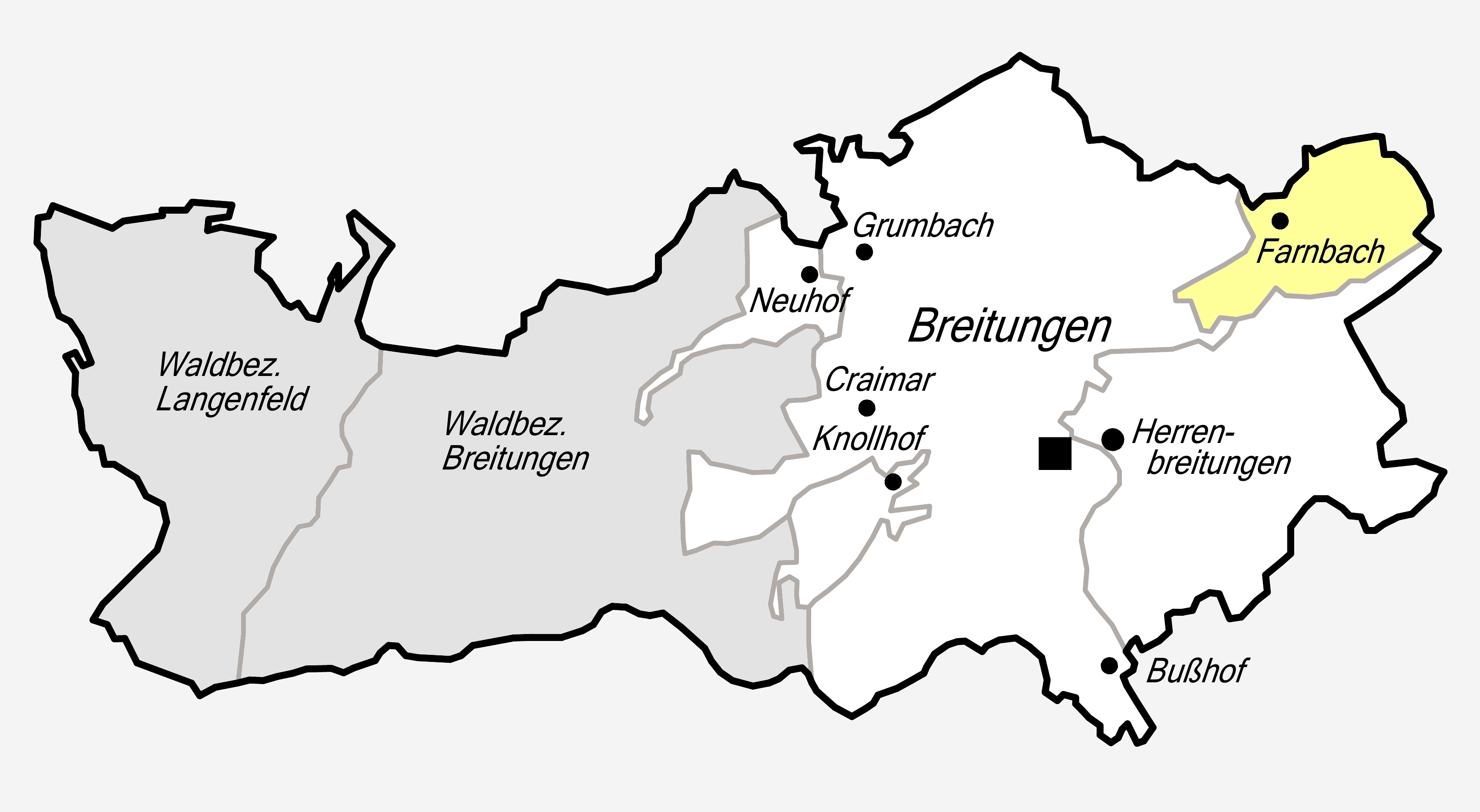
Dzielnice Breitungen
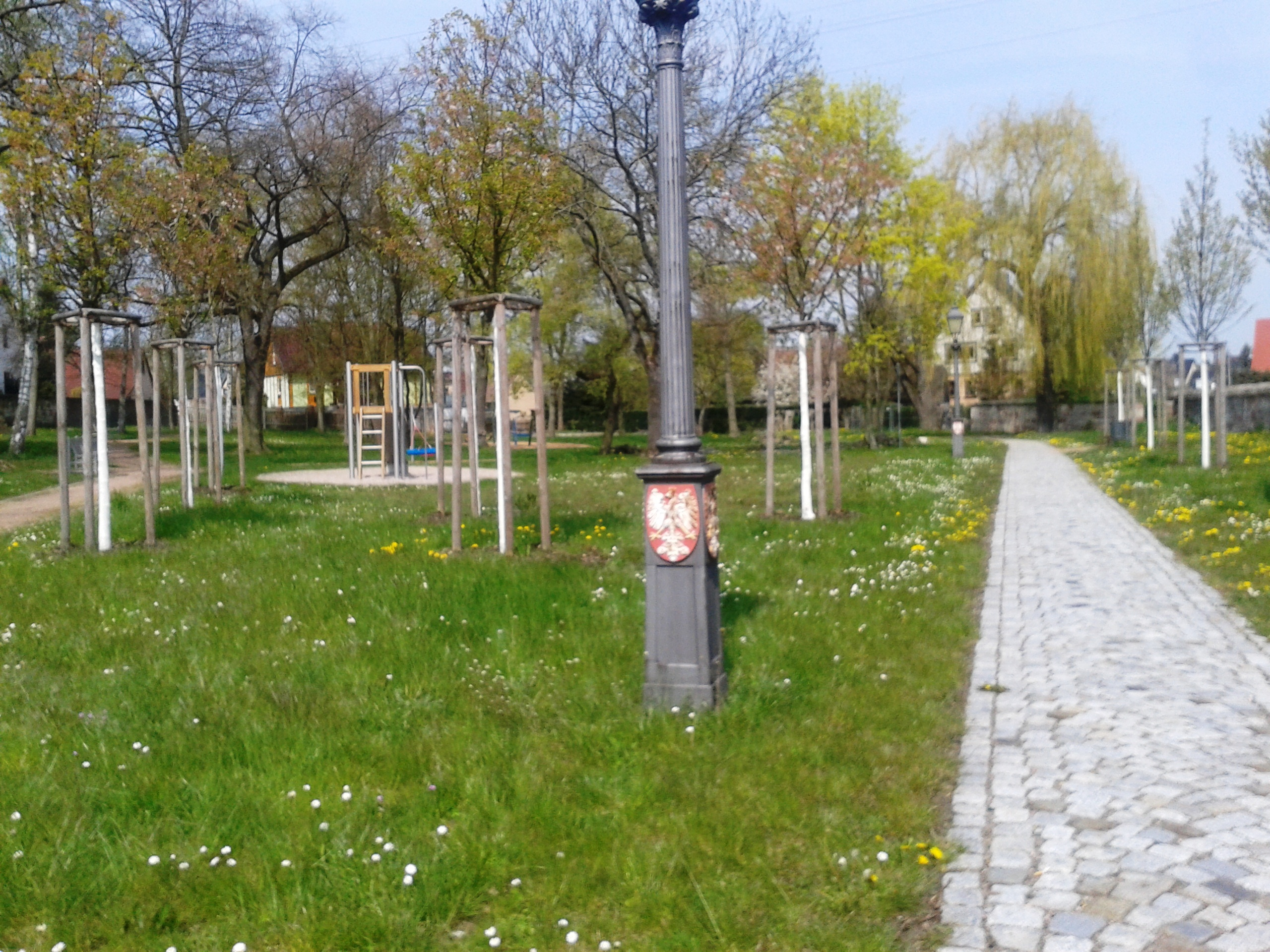
Były cmentarz w Breitungen z pomnikiem
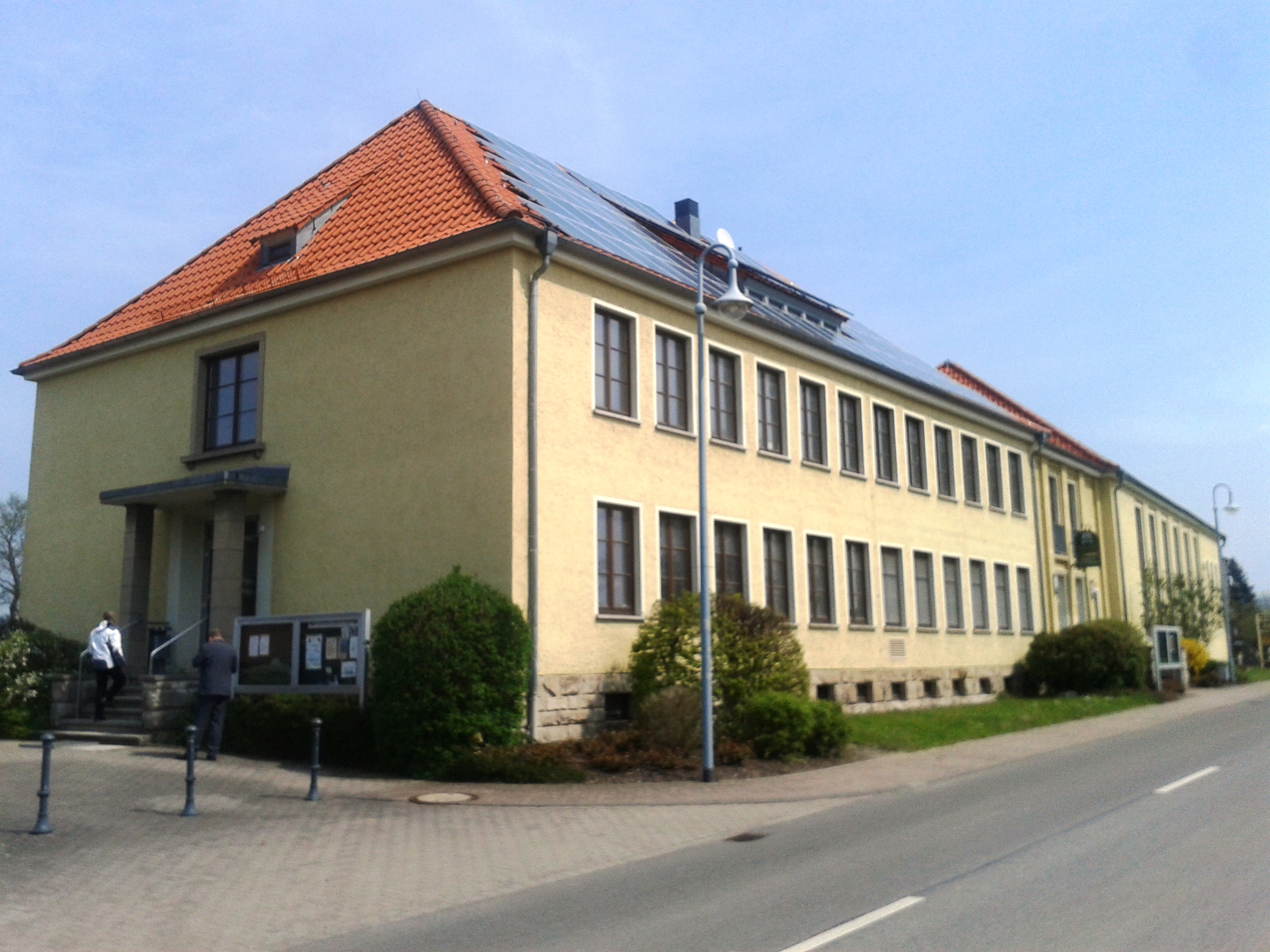
Dom kultury
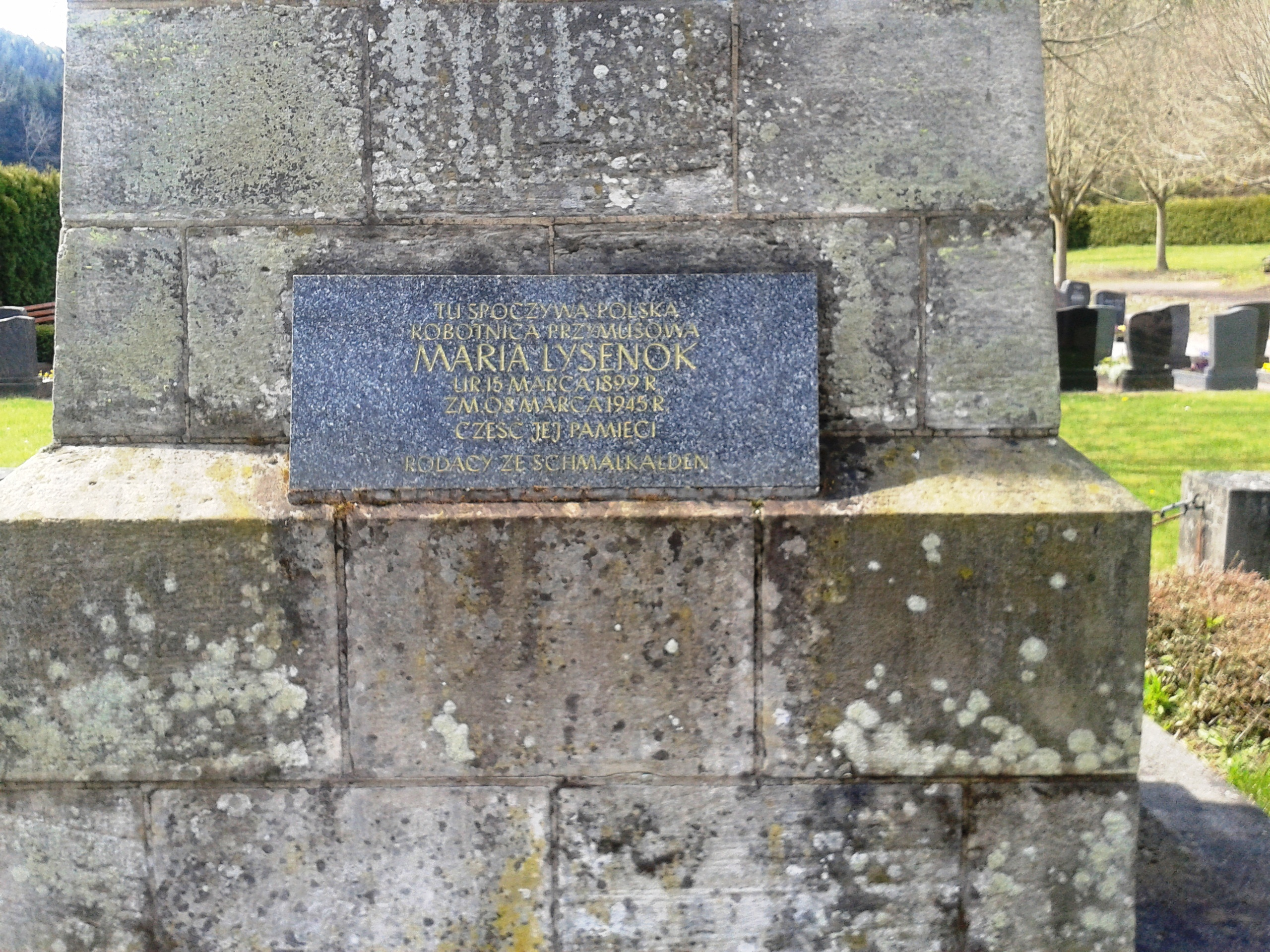
Polka, Maria Lysenok (robotnik przymusowy) upamiętniona tabliczką przez Rodaków z Schmalkalden.
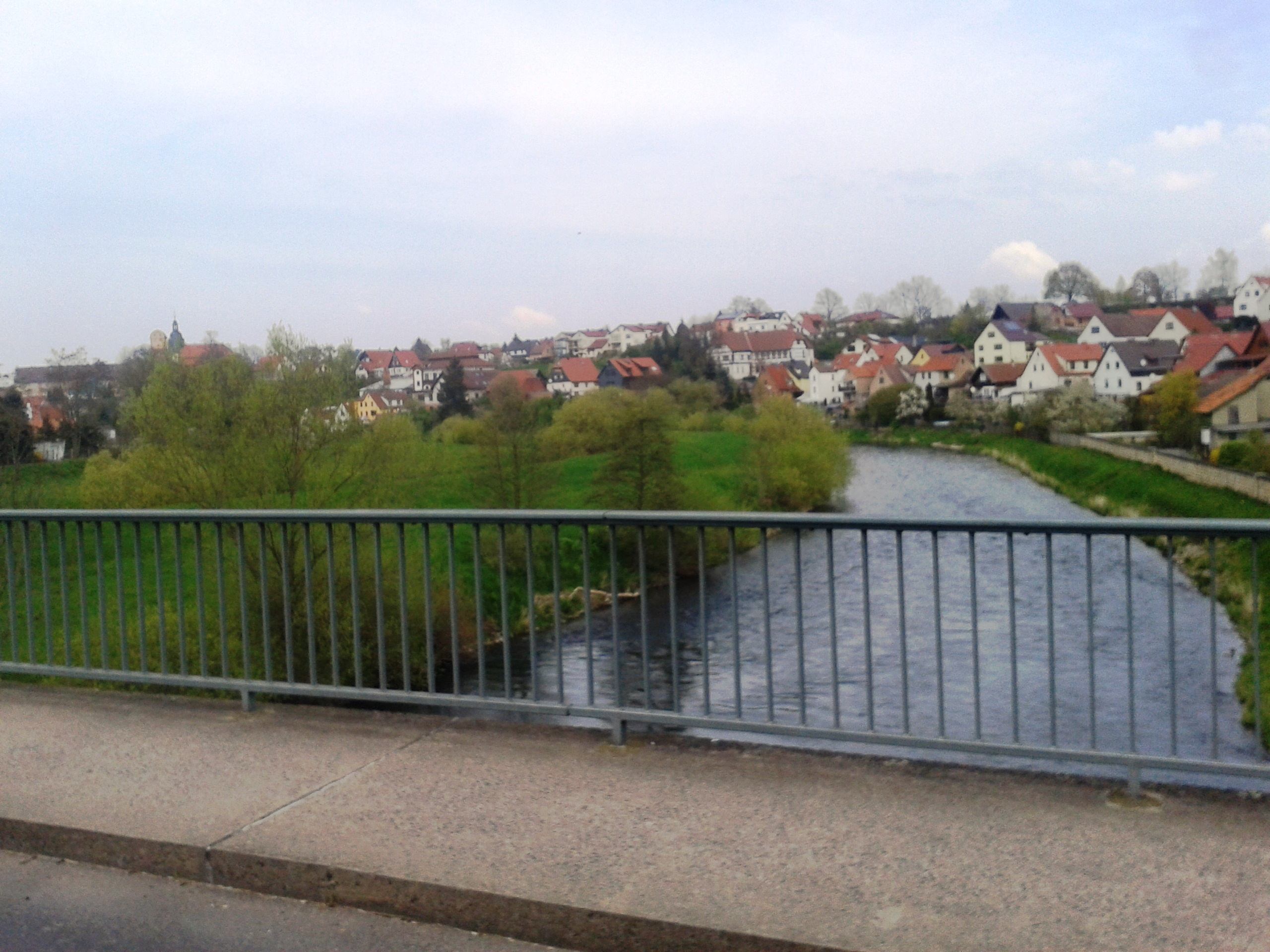
Rzeka Wera
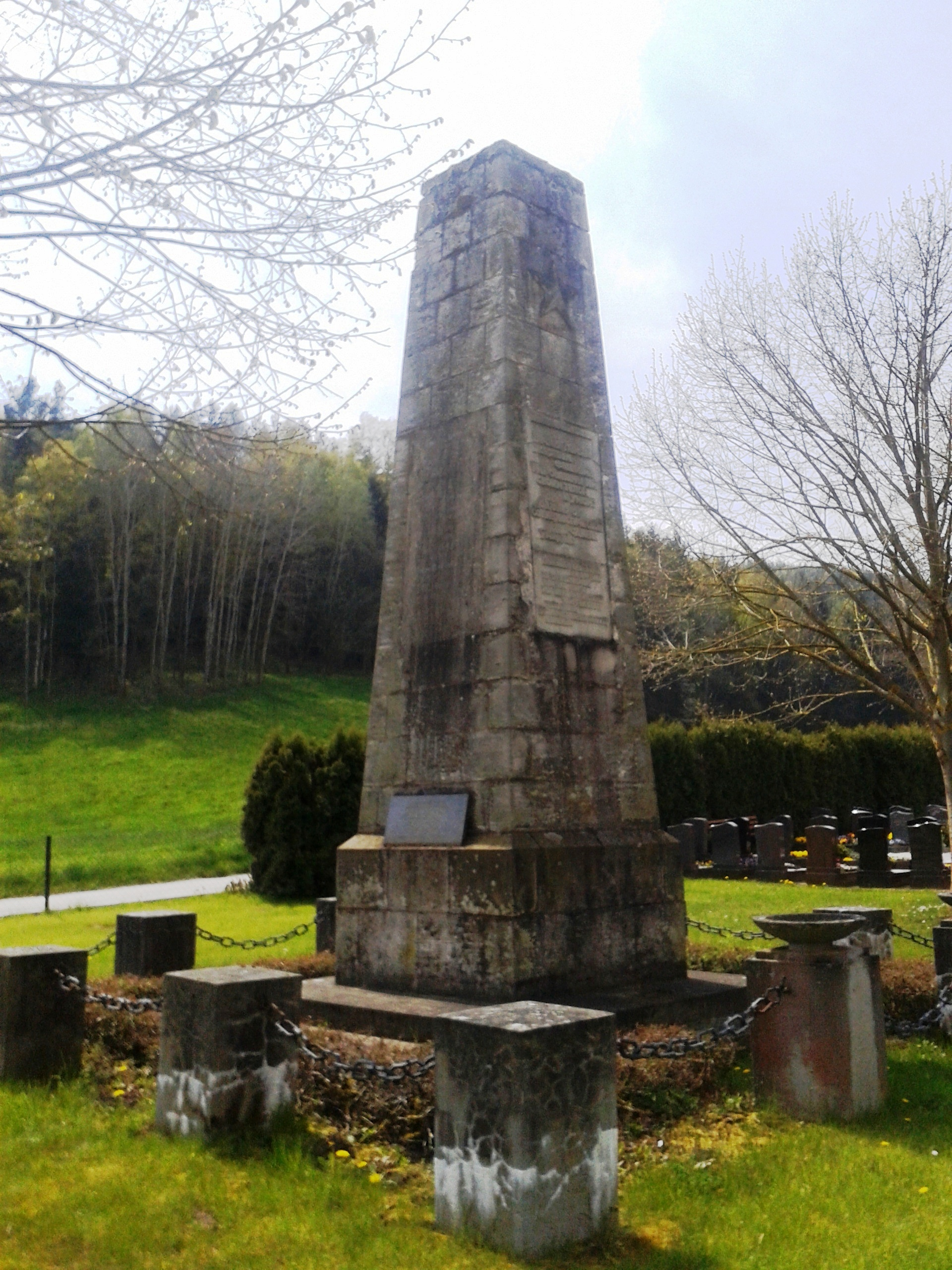
Pomnik rosyjskich ofiar nazizmu
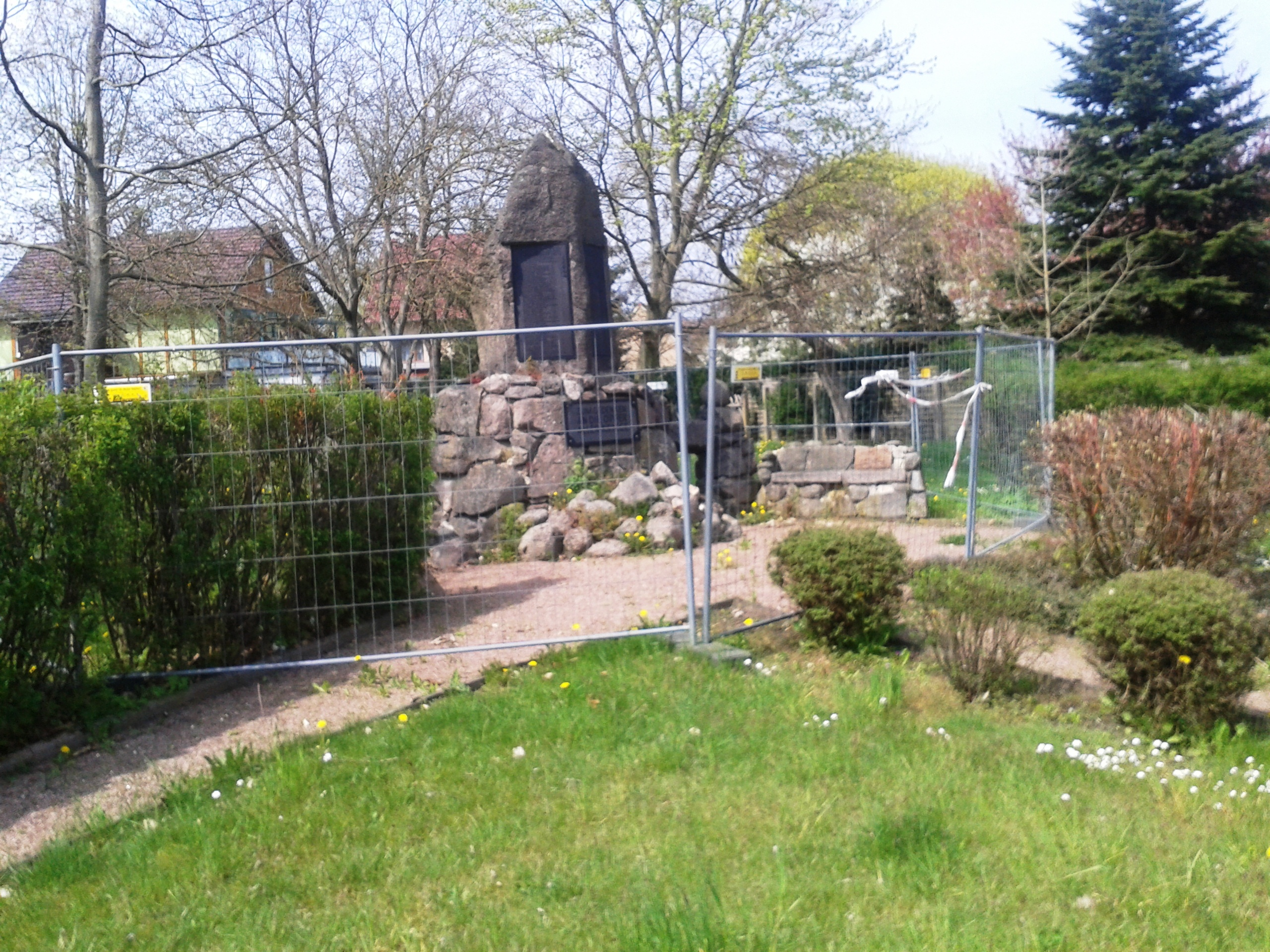
Pomnik w Breitungen upamiętniający mieszkańców poległych na wojnach światowych

## Demografia
Miejscowość w latach 1994-2012 liczyła mieszkańców (dane oficjalne (Thüringer Landesamt)):

## Współpraca
Miejscowości partnerskie:
- Cisek, Polska
- Petersberg, Hesja